# Технологічний інститут Південної Альберти
Технологічний інститут Південної Альберти (англ. Southern Alberta Institute of Technology, SAIT або SAIT Polytechnic) — політехнічний інститут в місті Калгарі, провінція Альберта, Канада. SAIT пропонує понад 100 кар'єрних програм в галузі технологій, торгівлі та бізнесу. SAIT є членом Політехнічних Канадських інститутів та одним з 50-и найкращих роботодавців Альберти.
Основний корпус SAIT знаходиться в центрі міста з видом на Калгарі і обслуговується системою легкорейкового міського транспорту Калгарі — «C-Train». Окрім головного кампусу, SAIT має два менші корпуси.

## Розташуваннякампусаі розширення
SAIT знаходиться в північно-західному районі Калгарі поблизу центру міста Калгарі. Транспортне сполучення до головного корпусу забезпечується власною станцією C-Train та багатьма автобусами. Кампус знаходиться на 16-й Авеню (The Trans-Canada Highway) і 10-ю вулецею.
SAIT в наш час[коли?] приступає до найбільшого розширення, у своїй майже 100-річній історії. Будівництво коштуватиме близько $440 млн. Торгово-технічний комплекс почали зводити восени 2009 року. Після завершення будівництва в 2012 році, комплекс буде давати близько 3600 повних робочих місць.

## Академічна будівля
SAIT пропонує два повні ступені бакалавра (починаючи з осені 2011), 66 програм дипломів і сертифікатів, навчання 32 професіям і 1600 курсів післядипломної освіти і корпоративних тренінгів.
SAIT надає навичку-орієнтованої освіти для студентів з восьми шкіл:
- MacPhail School of Energy
- School of Business
- School of Construction
- School of Health and Public Safety
- School of Hospitality and Tourism
- School of Information and Communications Technologies
- School of Manufacturing and Automation
- School of Transportation

SAIT також має два центри підтримки студентів: Центр навчальних послуг і Центр навчальних технологій та розвитку. «Відділ прикладних досліджень та інноваційних послуг» SAIT працює у тісній співпраці з промисловістю для прикладних досліджень.

## Об'єкти та споруди

### Проживання

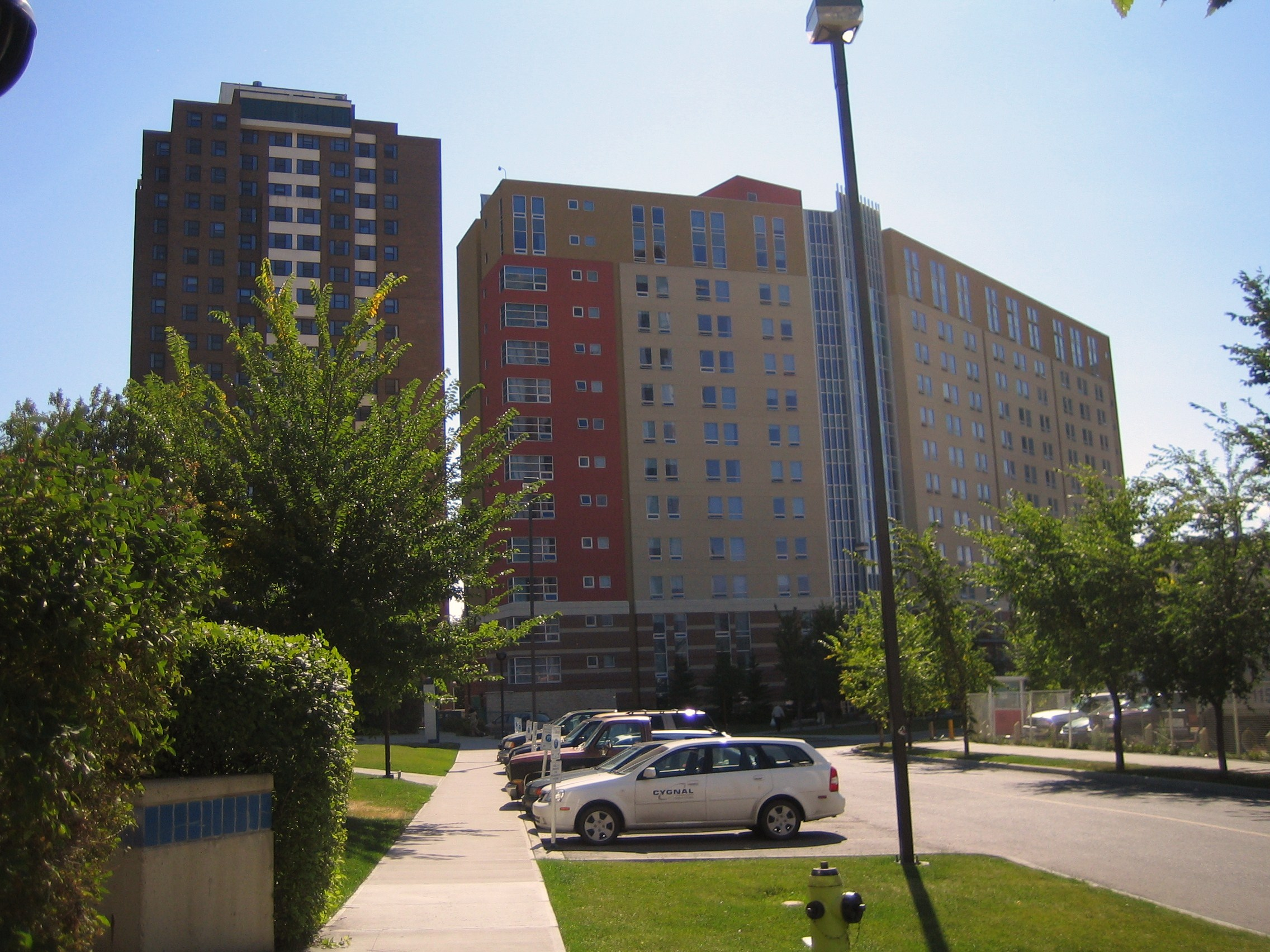
Студентські будинки

Система проживання у SAIT включає дві сучасні висотні будівлі розташовані у північно-східній частині основного кампусу. У обидвох будівель є чотири різних поверхових плани і всі зручності, такі як повністю мебльовані кімнати, кухні, високошвидкісний інтернет і 24-годинна охорона.

### Кампусний центр
Кампусний центр містить арену для хокею олімпійського розміру, кав'ярню, бар, тренажерний зал, фітнес-центр, корти для сквошу, боулінг, басейн з солоною водою і театр.

### Головна будівля
Основна будівля в головному кампусі SAIT містить точки харчування, аудиторії, корпусну книгарня і бібліотеку.

## Спорт
З 1964 року SAIT є членом Спортивної конференції коледжів Альберти. Всі спортивні команди SAIT носять ім'я «Trojans». Команди представляють такі спортивні напрямки: баскетбол, керлінг, футбол, біг, хокей і волейбол.

## Медіа

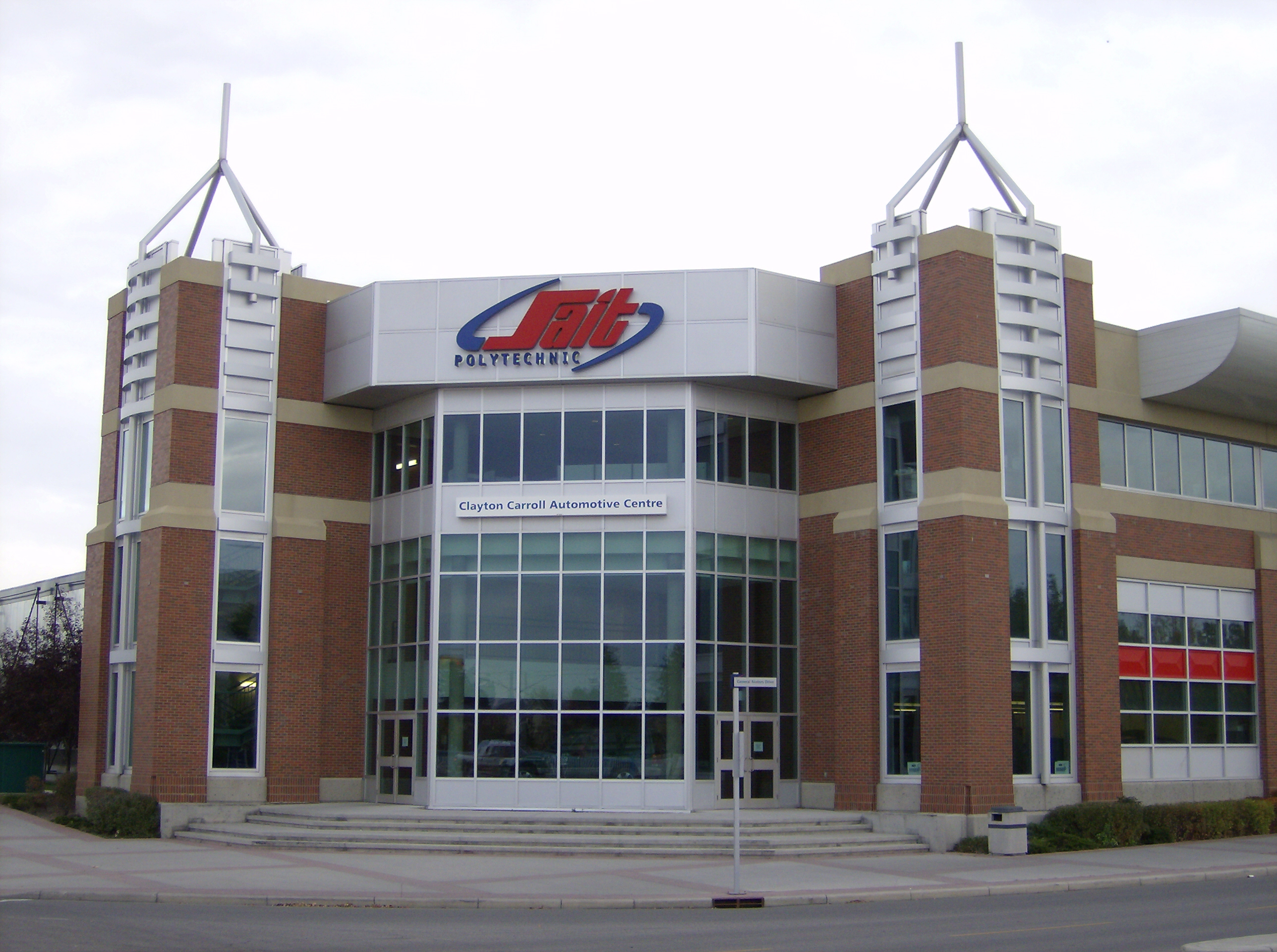
Clayton Carroll Automotive Centre в SAIT

SAIT має дві кампусних газети: видавництво є власністю SAIT і знаходиться під його керівництвом. SAIT's Student Association та Weekly Albertan управляється студентами факультету журналістики.
Кампус має власну станцію радіо, 103 Pulse (раніше Generation 103), знаходиться під управлінням студентів факультету радіозв'язку. Факультет радіозв'язку в SAIT (раніше відомий як CTSR) має багато випускників, які стали відомими особистостями на радіо і телебаченні. Це одні з провідних теле- і радіопрограм Канади і надходження у програмі є досить конкурентоспроможними.